# Ивано Бласон
Ивано Бласон (на италиански: Ivano Blason) е бивш италиански футболист, защитник. Добре сложен физически, Бласон има силен шут и често бележи от преки свободни удари или дузпи и е труден за преодоляване защитник.

## Отличия
- Шампион на Италия: 2

Интер: 1952/53, 1953/54